# Sunismo
Os sunitas formam o maior ramo do islão, ao qual no ano de 2006 pertenciam 80% do total dos muçulmanos.
O nome deriva da palavra Suna (Sunna), que se refere aos preceitos estabelecidos no século VIII baseados nos ensinamentos de Maomé e dos quatro califas ortodoxos. 
Esta última visão, no entanto, criou uma simplificação das diferenças entre sunitas e xiitas e acerca de suas posições políticas e religiosas. A ideia de que xiita é sinônimo de radical e sunita de moderado não é coerente com o posicionamento de alguns grupos fundamentalistas atualmente. Para dar alguns exemplos, é interessante lembrar que a Al-Qaeda, o Estado Islâmico e o Boko Haram, considerados fundamentalistas, são sunitas que descumprem diversos pilares do islamismo — assim como o wahabismo, uma versão ortodoxa e extremista do islamismo, que é dominante na Arábia Saudita.

## História
No Islã, o desacordo político manifestou-se muitas vezes pelo desacordo religioso. O exemplo mais antigo disto foi que, 30 anos após a morte de Maomé (Muhammad), a comunidade islâmica mergulhou numa guerra civil que deu origem a três grupos. Uma causa próxima desta guerra civil foi que os muçulmanos do Iraque e do Egito ressentiram-se do poder do terceiro califa e dos seus governadores; outra causa foi a de rivalidades comerciais entre facções da aristocracia mercantil.
Após o assassinato do califa, a guerra eclodiu entre grupos diferentes, todos eles lutando pelo poder. A guerra terminou com a instauração de uma nova dinastia de califas que governavam desde Damasco.
Um dos grupos que surgiram desta disputa foi o dos sunitas. Eles tomam-se como os seguidores da sunna ("prática") do profeta Maomé tal como relatada pelos seus companheiros (a sahaba). Os sunitas também acreditam que a comunidade islâmica (ummah) se manterá unida. Eles desejavam reconhecer a autoridade dos califas, que mantinham o governo pela lei e persuasão. Os sunitas tornaram-se o maior grupo islâmico.
Dois outros grupos menores surgiram também deste cisma: Os xiitas e os carijitas, também conhecidos por "dissidentes". Os xiitas acreditavam que a única liderança legítima era a que vinha da linhagem do primo e genro de Maomé, Ali. Os xiitas acreditavam que o resto da comunidade cometera um erro grave ao eleger Abacar e seus dois sucessores como líderes. Já os carijitas inicialmente apoiaram a posição dos xiitas de que Ali era o único sucessor legítimo de Maomé, e ficaram decepcionados quando Ali não declarou a guerra no momento em que Abacar tomou a posição de califa, crendo que isto era uma traição ao seu legado por Deus. Ali foi mais tarde assassinado pelos carijitas com uma espada envenenada.

## Base para a teologia
Os sunitas baseiam a sua religião na Suna, como está registrada nos livros de hadith. As coleções hadith de Sahih Bukhari e Sahih Muslim são consideradas pelos sunitas como as coleções mais importantes. Para além destes dois livros, os sunitas reconhecem quatro outros livros hadith de autenticidade credível (apesar de não tão alta como os de Bukhari e de Muslim), todos juntos eles constituem os chamados "Seis Livros" ou também referenciados como Kutubi-Sittah.

## Visão de outros grupos
Os sunitas não são unânimes quanto às suas visões dos xiitas. No entanto, os sunitas não consideram as diferenças entre xiitas e sunitas comparáveis às diferenças entre os diferentes mazahib do Fiqh (direito islâmico) sunita. Uma pequena minoria acredita que os xiitas (especificamente os Jafaryia ou Os dos doze) podem ser considerados como uma "quinta madhab" do Islão.
Um decreto da prestigiosa Universidade Al-Azhar no Egito, apoiando este último ponto de vista foi amplamente condenado por académicos sunitas em todo o mundo. Geralmente, a maioria dos sunitas considera o xiismo como um grupo herege, rebelde, mas dentro do Islão.
No entanto, todas as três tendências estabelecidas dentro do sunismo, os Berailvi, os Deobandi e os uaabitas consideram os xiitas como apóstatas (desertores) do Islão.
Por outro lado, grupos como a Nação do Islão, Ahmadiyya, e Ismailis são considerados como hereges pela maioria dos sunitas e por isso estão fora do Islão.
Na Rússia do século XIX (no Tartaristão e na Ásia Central), uma nova teologia do sunismo surgiu, conhecida como o jadidismo ou Euroislão. A sua principal qualidade foi a tolerância para com outras religiões.